# 28557 Lillianchin
28557 Lillianchin è un asteroide della fascia principale. Scoperto nel 2000, presenta un'orbita caratterizzata da un semiasse maggiore pari a 2,4006720 UA e da un'eccentricità di 0,0905453, inclinata di 5,98254° rispetto all'eclittica.